# Testosteron-17β-Dehydrogenase-Mangel
Der Testosteron-17β-Dehydrogenase-Mangel ist eine sehr seltene angeborene Erkrankung mit Pseudohermaphroditismus (Störung der Geschlechtsentwicklung) im männlichen Geschlecht aufgrund eines Mangels an Testosteron-17β-Dehydrogenase, genauer des Isoenzyms 3 der 17-Beta-Hydroxysteroid-Dehydrogenase (17betaHSD III).
Dieser Mangel ist die häufigste Form eines Defektes der Biosynthese des Testosterones.
Synonyme sind: 17-Keto-Reduktase-Mangel; 17-Ketosteroid-Reduktase-Mangel; 17-beta-Hydroxysteroid-Dehydrogenase 3-Mangel; Pseudohermaphroditismus, männlicher, durch 17-beta-Hydroxysteroid-Dehydrogenase 3-Mangel
Die Bezeichnung bezieht sich auf die Erstautoren der Erstbeschreibung aus dem Jahre 1971 durch den französischen Endokrinologen J. M. Saez und Mitarbeiter.

## Verbreitung
Die Häufigkeit wird mit etwa 1 auf 147.000 Neugeborene angegeben, in der arabischen Bevölkerung des Gazastreifens liegt das Vorkommen bei 1 auf 200–300 Personen.
Die Vererbung erfolgt autosomal-rezessiv.

## Ursache
Der Erkrankung liegen Mutationen im HSD17B3-Gen auf Chromosom 9 Genort q22.32 zugrunde, welches für das Isoenzyms 3 der Testosteron-17β-Dehydrogenase kodiert, das in den Testes die Umwandlung von Androstendion in Testosteron katalysiert.

## Klinische Erscheinungen
Klinische Kriterien sind:
- beim männlichen Geschlecht aufgrund des Testosteronmangels weibliches oder intersexuelles äußeres Genitale, blind endende Vaginatasche
- Lageanomalie des Hodens beidseits bei normalem inneren Harn- und Geschlechtsapparat
- Prostata und Derivate des Müller-Ganges nicht angelegt
- während der Pubertät Virilisierungszeichen und Gynäkomastie
- Unfruchtbarkeit
- Hirsutismus

## Diagnose
Im Blutserum ist Androstendion erhöht und Testosteron erniedrigt, vor der Pubertät oft erst nach Stimulation mit Humanes Choriongonadotropin erfassbar.
Oft wird die Erkrankung erst in der Pubertät erkannt, wenn bei dem als Mädchen aufgezogenen männlichen Geschlecht Hirsutismus und Amenorrhoe auftreten, oder wenn sich eine Gynäkomastie entwickelt.